# Verrie
Verrie is een gemeente in het Franse departement Maine-et-Loire (regio Pays de la Loire) en telt 388 inwoners (1999). De plaats maakt deel uit van het arrondissement Saumur.

## Geografie
De oppervlakte van Verrie bedraagt 16,8 km², de bevolkingsdichtheid is 23,1 inwoners per km².

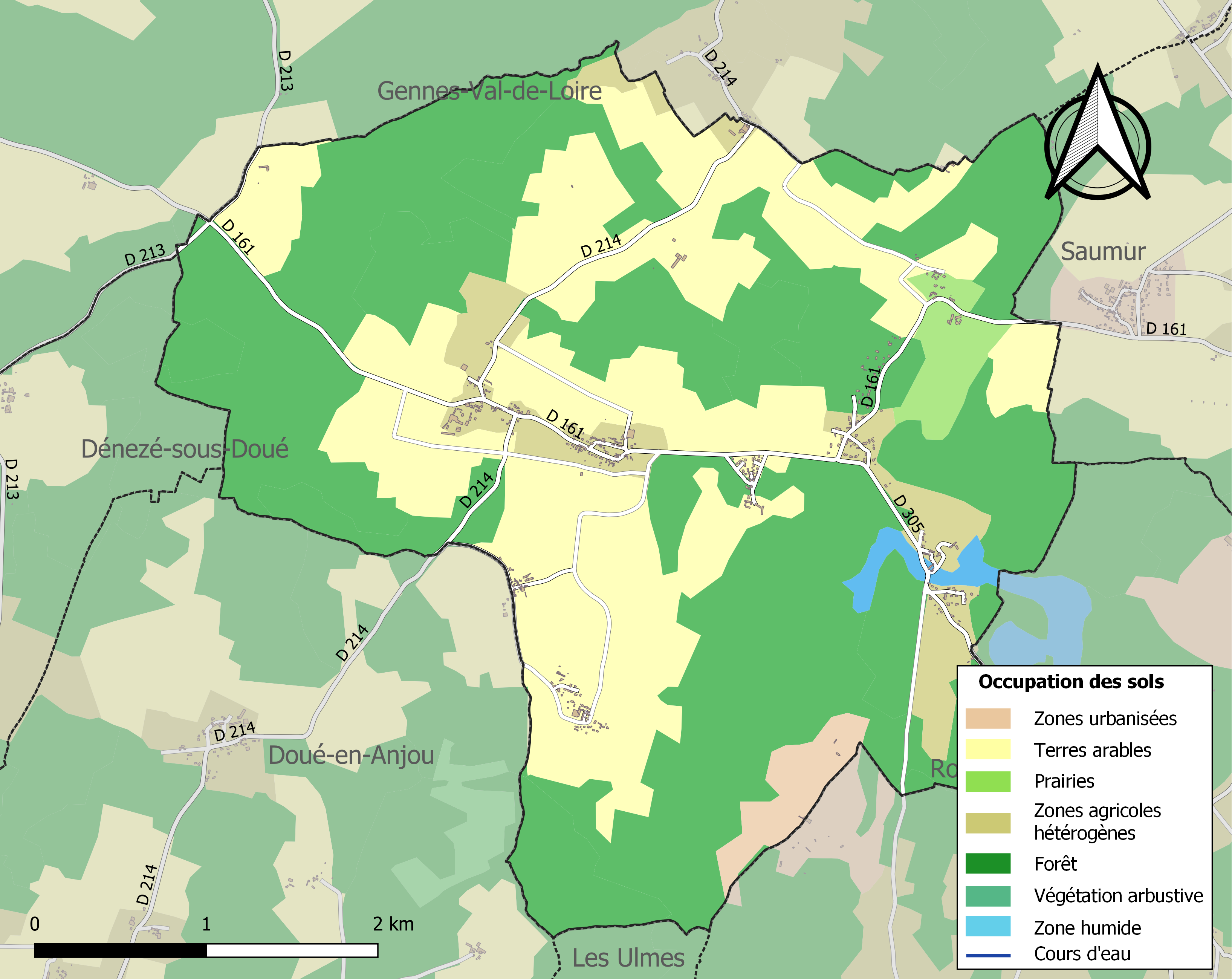
Kaart van de gemeente met de belangrijkste infrastructuur, bodemgebruik en omliggende gemeenten

De onderstaande kaart toont de ligging van Verrie met de belangrijkste infrastructuur en aangrenzende gemeenten.

## Demografie
Onderstaande figuur toont het verloop van het inwonertal (bron: INSEE-tellingen).